# 岡田優輝
岡田 優輝（おかだ ゆうき、1995年7月13日 - ）は、ジャパンラグビーリーグワントヨタヴェルブリッツに所属するラグビー選手。

## プロフィール
- 兵庫県出身[1]。
- ポジションはセンター(CTB)。
- 身長 180 cm、体重 92 kg
- ジュニア・ジャパンに選ばれたことがある[2]。
- U20日本代表に選ばれたことがある[3]。

## 略歴
2014年、大阪桐蔭高校卒業後、帝京大学に入る。
2018年、帝京大学卒業後、トヨタ自動車ヴェルブリッツ(現・トヨタヴェルブリッツ)に加入。同年9月1日に行われたジャパンラグビートップリーグ第1節のサントリーサンゴリアス戦にて先発出場で公式戦初出場を果たす。

## 受賞歴
- 2018-19トップリーグ新人賞